# Ivan Lunardi
Ivan Lunardi (* 15. Mai 1973 in Asiago) ist ein ehemaliger italienischer Skispringer.

## Werdegang
1986 wurde er im amerikanischen Lake Placid Juniorenweltmeister auf der Großschanze. In den folgenden Jahren war er neben Roberto Cecon der einzige Italiener, der im Skisprung-Weltcup zur Weltspitze zählte und ist bis heute nach Cecon der erfolgreichste italienische Skispringer aller Zeiten.
Bis 1992 erreichte er jedoch nur Plätze im sportlichen Mittelfeld. Bei den Nordischen Skiweltmeisterschaften 1991 in Val di Fiemme erreichte er vor heimischem Publikum auf der Großschanze nur den 35., auf der Normalschanze sogar nur den 60. Rang.
Erst im folgenden Winter kam seine Karriere wieder in Gang. Am 10. Januar 1992 erreichte er in Predazzo einen vierten Rang. Rund einen Monat später wurde er bei den Olympischen Winterspielen 1992 Siebenter auf der Großschanze und 22. auf der Normalschanze, im März dann Neunter bei der Skiflugweltmeisterschaft in Harrachov.
Im folgenden Winter konnte er seine größten Erfolge feiern. Bei der Nordischen Skiweltmeisterschaft in Falun erreichte er auf der Normalschanze den vierten, auf der Großschanze den neunten Rang. Am 7. März 1993 gewann er dann auf der Großschanze in Lahti zum ersten, aber auch zum einzigen Mal ein Weltcupspringen.
In den folgenden Jahren konnte er an diese Erfolge nicht anknüpfen. In den Wintern 1994/95 und 1995/96 nahm er eine Auszeit und nahm nicht an internationalen Wettbewerben teil. Nach seiner Rückkehr in den Weltcup im Februar 1997 erreichte er nur selten den zweiten Durchgang. Nach der Saison 1999/2000 beendete er seine Karriere.

## Erfolge

### Weltcupsiege im Einzel
| Nr. | Datum        | Ort   | Typ         |
| --- | ------------ | ----- | ----------- |
| 1.  | 7. März 1993 | Lahti | Großschanze |

### Weltcup-Platzierungen
| Saison  | Platz | Punkte |
| ------- | ----- | ------ |
| 1991/92 | 17.   | 54     |
| 1992/93 | 18.   | 40     |
| 1993/94 | 61.   | 33     |
| 1998/99 | 57.   | 30     |
| 1999/00 | 48.   | 37     |